# Sociedade Brasileira de Cancerologia
A Sociedade Brasileira de Cancerologia é uma entidade civil e científica, sediada em Salvador, de direito privado e sem fim lucrativo. É considerada o maior órgão na área de cancerologia do país, tendo sido fundada em 25 de julho de 1946. 
Na década de 2010, a entidade lançou o livro "Prevenção do Câncer", com textos de Ivo Pitanguy, Angelita, Joaquim Gama, Antônio Buzaid, Sérgio Petrilli, Sami Arap, Paulo Niemayer, e entre outros.  Em 2015, a entidade entregou sua medalha máxima a Mauricio de Sousa, o humorista Carlos Alberto de Nóbrega e ao jornalista Ricardo Boechat.
É, também, filiada à Associação Médica Brasileira.